# كارلو ديلا كورنا
كارلو ديلا كورن (بالإيطالية: Carlo Della Corna)‏‏ (17 يوليو 1952 – 26 أغسطس 2018) هو مُدرب ولاعب كرة قدم إيطالي، حيثُ يلعب حارسَ مرمى.